# Sadiola
Sadiola è un comune rurale del Mali facente parte del circondario di Kayes, nella regione omonima.
Il comune è composto da 46 nuclei abitati:
- Alamoutala
- Babala
- Bendougou
- Bembocoto
- Brémassou
- Brokoné
- Bountoun
- Dankourou
- Darsalam-Oulouma
- Dialakémoko
- Diangounté
- Djinguilou
- Djirola
- Farabacouta
- Farabana
- Farassouma

- Kakadian
- Kantéla
- Kéniéba
- Kérécoto
- Kobocotossou
- Korindji
- Koropoto
- Kroukéto
- Madina
- Mandancoto
- Mantalabougou
- Moribougou Sébégué
- Moussa Konéla
- Moussala
- Nianicoto

- Niodjicourou
- Sabouciré
- Sadiola
- Samanafoulou
- Sangafara
- Sékokoto
- Sirimana
- Socourani
- Tabaco
- Tabacoto
- Tintiba
- Toumbouba
- Yahéra
- Yatéla
- Yiribabougou